# Exacum pteranthum
Exacum pteranthum är en gentianaväxtart som beskrevs av Nathaniel Wallich. Exacum pteranthum ingår i släktet Exacum och familjen gentianaväxter. Inga underarter finns listade i Catalogue of Life.